# José Moñino y Redondo
José Moñino y Redondo (Múrcia, 21 d'octubre de 1728 - Sevilla, 30 de desembre de 1808), primer comte de Floridablanca, títol amb el qual és més conegut, va ser un polític espanyol.

## Primers anys
Va iniciar els seus estudis a Múrcia i, després, es va graduar en lleis a la Universitat d'Oriola. Va estudiar advocacia a la Universitat de Salamanca, professió que va exercir al costat del seu pare durant un cert temps. Els seus contactes com a advocat amb personatges influents, com el duc d'Alba o Diego de Rojas, els quals li van facilitar l'entrada en el Consell de Castella com a fiscal criminal el 1766. Allà va establir una relació estreta amb Pedro Rodríguez de Campomanes i tots dos es van consagrar en la defensa de les prerrogatives de la Corona davant d'altres poders, particularment contra l'Església, sobre la qual iniciaren una política de regalisme.
El 1767 va actuar contundentment contra els instigadors del motí de Squilache a Conca i col·laborà amb el comte d'Aranda i Pedro Rodríguez de Campomanes en l'expulsió dels jesuïtes dels territoris de la corona espanyola el mateix any. El 1772 va ser nomenat ambaixador plenipotenciari davant de la Santa Seu, on va influir en Climent XIV per obtenir la dissolució definitiva de la Companyia de Jesús, objectiu que s'assolí el 1773. En premi per aquests serveis, Carles III l'anomenà comte de Floridablanca.

## Etapa ministerial
El 19 de febrer de 1777 prengué possessió com a Secretari del Despatx d'Estat, el precedent del ministeri d'Assumptes Exteriors, càrrec que ocuparia fins al 27 de febrer de 1792, ocupant interinament la Secretaria de Gràcia i Justícia entre 1782 i 1790.
El 1780 va promulgar una reial provisió per la qual obligava que totes les escoles havien d'ensenyar la gramàtica de la Reial Acadèmia Espanyola. Floridablanca va orientar la política exterior de Carlos III cap a un enfortiment de la posició espanyola davant la Gran Bretanya, motiu pel qual intervingué en la Guerra d'Independència dels Estats Units al costat de França i les colònies rebels (1779-1783), en el tractat de pau posterior s'aconseguí recuperar Menorca (1782) i Les Florides (1783). Tanmateix, no és capaç de recuperar Gibraltar després del Gran Setge. Va potenciar també l'amistat amb els prínceps italians de la Casa de Borbó i amb Portugal, amb qui va firmar el Tractat de Sant Ildefons, pel qual recuperà la colònia del Sacramento i obtingué les illes africanes d'Annobón i Bioko.

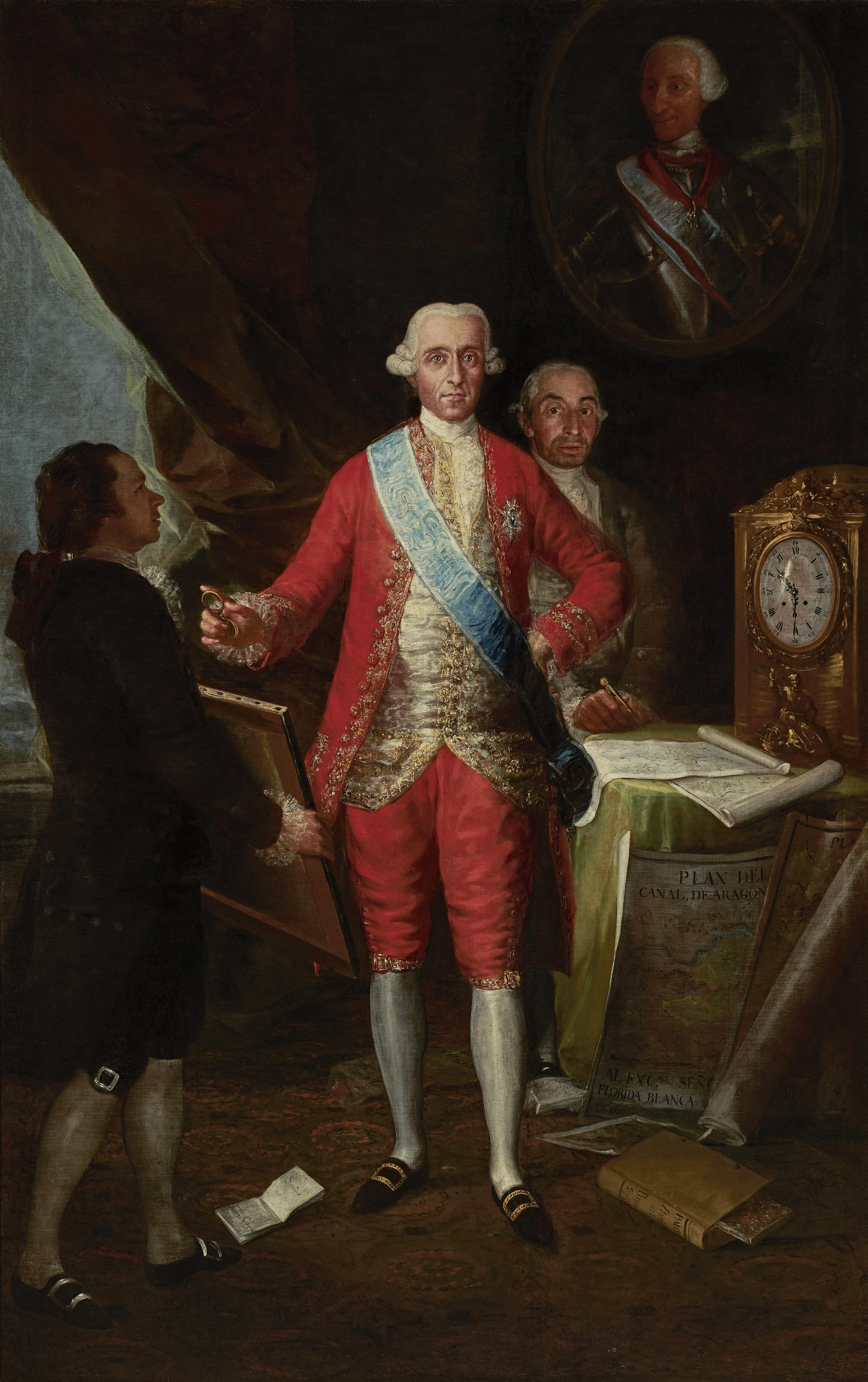
El comte de Floridablanca, de Francisco De Goya, 1783

El 1785 va redistribuir les demarcacions territorials, establint 40 espais administratius al càrrec de 33 intendents. Aviat es va veure enfrontat al partit aragonès que encapçalava el comte d'Aranda, ja que Floridablanca pretenia reequilibrar les institucions de la monarquia donant més pes a un estil de govern executiu de les Secretaries d'Estat i del Despatx, mentre que Aranda defensava l'estil tradicional que representaven els Consells. En aquesta línia va crear el 1787 la Junta Suprema d'Estat -presidida per ell mateix-, que responia a la idea de coordinar les diferents secretaries en una espècie de Consell de Ministres, obligant tots els secretaris a reunir-se una vegada per setmana.
Davant d'aquesta situació, Floridablanca va voler abandonar el seu càrrec, sense resultat, ja que el testament reial de Carles III estipulava que el seu hereu havia de mantenir la confiança en el comte de Floridablanca. El 1789 el poble de Madrid, amb múltiples pamflets, acusava a Floridablanca de robatori i de deslleialtat a la Corona. El comte va voler dimitir, però la decisió no va ser admesa per Carles IV, qui va crear diverses secretàries (Gràcia i Justícia, Reial Casa i Patrimoni) per alleugerir els treballs de Floridablanca.
Malgrat que va ser reformista durant tot el període en què s'ocupa de les secretaries, els esdeveniments de la Revolució Francesa van fer-lo canviar de forma radical el seu punt de vista polític, convertint-se en capdavanter d'una forta reacció, que porta a l'empresonament de Francisco Cabarrús i la caiguda en desgràcia de Gaspar Melchor de Jovellanos. El 18 de juliol de 1790 va patir un atemptat, de què escapà il·lès; dos anys més tard, Carles IV el destituí i fou capturat a la seva casa d'Hellín. La pujada al poder d'Aranda el porta a la presó a la ciutadella de Pamplona, sota acusacions de corrupció i abús d'autoritat. No obstant, amb la caiguda d'Aranda, que és substituït per Manuel Godoy, és alliberat (1794). Tanmateix, Floridablanca no va tornar a intervenir en assumptes polítics i es retira a la seva ciutat natal, Múrcia.
Sota el seu mandat es va construir el Canal Imperial d'Aragó, del que encara avui depèn l'abastament d'aigua potable de nombrosos municipis, entre ells Saragossa, i el regadiu de 26.500 Ha. de terreny entre Aragó i Navarra.

## Oposició a la invasió napoleònica
Després de l'aixecament de Madrid contra els francesos (2 de maig de 1808), José Moñino organitzà la Junta Suprema de Múrcia. Va donar suport a la candidatura de la infanta Carlota Joaquima d'Espanya a la regència, en nom del rei Ferran VII. Poc després va ser nomenat president de la Junta Central Suprema, i morí al cap de poc a Sevilla.